# Campeonato Mundial Feminino de Curling de 2013
O Campeonato Mundial Feminino de Curling de 2013, denominado de Campeonato Mundial Feminino de Curling Titlis Glacier Mountain de 2013 por motivos de patrocínio, foi um torneio de seleções femininas de curling disputado no Volvo Sports Centre em Riga, Letônia.
A Escócia venceu a competição frente à Suécia por 6–5. Sua capitã, Eve Muirhead, se tornou a mais jovem capitã campeã do torneio até então. O Canadá conquistou o bronze ao vencer os Estados Unidos por 8–6 na decisão do terceiro lugar.

## Qualificação
As seguintes equipes se classificaram para participar do Mundial de Curling de 2013:
- Letônia (país-sede)
- Duas equipes das Américas
  -  Canadá
  -  Estados Unidos

- Sete equipes do Campeonato Europeu de Curling de 2012
  -  Rússia
  -  Escócia
  -  Suécia
  -  Dinamarca
  -  Suíça 
  -  Itália
  -  Alemanha

- Duas equipes do Campeonato Pacífico-Ásia de Curling de 2012
  -  China
  -  Japão

## Equipes participantes
As equipes participantes são as seguintes:
| Canadá | China | Dinamarca | Alemanha |
| --- | --- | --- | --- |
| Ottawa CC, Ottawa Capitã: Rachel Homan Terceira: Emma Miskew Segunda: Alison Kreviazuk Primeira: Lisa Weagle Reserva: Stephanie LeDrew                    | Harbin CC, Harbin Capitã: Wang Bingyu Terceira: Liu Yin Segunda: Yue Qingshuang Primeira: Zhou Yan Reserva: Liu Jinli                                           | Hvidovre CC, Hvidovre Capitã: Lene Nielsen Terceira: Helle Simonsen Segunda: Jeanne Ellegaard Primeira: Maria Poulsen Reserva: Mette de Neergaard         | SC Riessersee, Garmisch-Partenkirchen Capitã: Andrea Schöpp Terceira: Imogen Oona Lehmann Segunda: Stella Heiß Primeira: Corinna Scholz Reserva: Nicole Muskatewitz |
| Itália | Japão | Letônia | Rússia |
| CC Dolomiti, Cortina d'Ampezzo Capitã: Diana Gaspari Terceira: Giorgia Apollonio Segunda: Chiara Olivieri Primeira: Claudia Alverá Reserva: Maria Gaspari | Karuizawa CC, Karuizawa Capitã: Satsuki Fujisawa Terceira: Miyo Ichikawa Segunda: Emi Shimizu Primeira: Chiaki Matsumura Reserva: Miyuki Satoh                  | Jelgavas KK, Jelgava Capitã: Iveta Staša-Šaršūne Terceira: Ieva Krusta Segunda: Zanda Bikše Primeira: Dace Munča Reserva: Una Ģērmane                     | Moskvitch CC, Moscou Capitã: Anna Sidorova Terceira: Liudmila Privivkova Segunda: Margarita Fomina Primeira: Ekaterina Galkina Reserva: Nkeiruka Ezekh              |
| Escócia | Suécia | Suíça | Estados Unidos |
| Dunkeld CC, Pitlochry Capitã: Eve Muirhead Terceira: Anna Sloan Segunda: Vicki Adams Primeira: Claire Hamilton Reserva: Lauren Gray                       | Skellefteå CK, Skellefteå Quarta: Maria Prytz Terceira: Christina Bertrup Segunda: Maria Wennerström Capitã: Margaretha Sigfridsson Reserva: Agnes Knochenhauer | CC Aarau, Aarau Capitã: Silvana Tirinzoni Terceira: Marlene Albrecht Segunda: Esther Neuenschwander Primeira: Sandra Gantenbein Reserva: Manuela Siegrist | Madison CC, Madison Capitã: Erika Brown Terceira: Debbie McCormick Segunda: Jessica Schultz Primeira: Ann Swisshelm Reserva: Sarah Anderson                         |

## Fase classificatória
Na fase classificatória, as equipes enfrentam-se, classificando as quatro melhores.

### Classificação
| Legenda | Legenda                                |
| ------- | -------------------------------------- |
|         | Classificados para os Playoffs         |
|         | Classificados para a partida desempate |

| Equipes        | Capitãs                | V  | D  | PF | PA | V (Ends) | L (Ends) | Ends zerados | Ends quebrados | Pct. |
| -------------- | ---------------------- | -- | -- | -- | -- | -------- | -------- | ------------ | -------------- | ---- |
| Suécia         | Margaretha Sigfridsson | 10 | 1  | 90 | 45 | 46       | 33       | 16           | 17             | 85%  |
| Escócia        | Eve Muirhead           | 10 | 1  | 86 | 50 | 48       | 36       | 8            | 14             | 85%  |
| Canadá         | Rachel Homan           | 8  | 3  | 69 | 53 | 45       | 41       | 18           | 12             | 83%  |
| Estados Unidos | Erika Brown            | 6  | 5  | 75 | 62 | 48       | 41       | 14           | 11             | 80%  |
| Suíça          | Silvana Tirinzoni      | 6  | 5  | 65 | 71 | 44       | 44       | 14           | 12             | 76%  |
| Rússia         | Anna Sidorova          | 6  | 5  | 70 | 67 | 46       | 43       | 11           | 12             | 83%  |
| Japão          | Satsuki Fujisawa       | 5  | 6  | 62 | 78 | 42       | 47       | 12           | 9              | 77%  |
| Dinamarca      | Lene Nielsen           | 4  | 7  | 65 | 68 | 42       | 47       | 19           | 9              | 79%  |
| China          | Wang Bingyu            | 4  | 7  | 63 | 74 | 43       | 46       | 16           | 9              | 80%  |
| Itália         | Diana Gaspari          | 3  | 8  | 56 | 85 | 34       | 46       | 24           | 4              | 75%  |
| Alemanha       | Andrea Schöpp          | 3  | 8  | 59 | 75 | 41       | 49       | 16           | 6              | 78%  |
| Letônia        | Iveta Staša-Šaršūne    | 1  | 10 | 55 | 84 | 41       | 48       | 12           | 8              | 70%  |

### Resultados
Todas as partidas seguem o horário local (UTC+2).
Primeira rodada
Sábado, 16 de março, 14:00
| Pista A                | LSFE    | 1 | 2 | 3 | 4 | 5 | 6 | 7 | 8 | 9 | 10 | Final |
| ---------------------- | ------- | - | - | - | - | - | - | - | - | - | -- | ----- |
| Estados Unidos (Brown) | Martelo | 0 | 0 | 0 | 0 | 4 | 4 | 0 | 0 | 2 | X  | 10    |
| Itália (Gaspari)       |         | 0 | 0 | 0 | 0 | 0 | 0 | 1 | 2 | 0 | X  | 3     |

| Pista B           | LSFE    | 1 | 2 | 3 | 4 | 5 | 6 | 7 | 8 | 9 | 10 | Final |
| ----------------- | ------- | - | - | - | - | - | - | - | - | - | -- | ----- |
| Rússia (Sidorova) |         | 0 | 1 | 1 | 0 | 3 | 0 | 1 | 0 | 3 | 0  | 9     |
| Alemanha (Schöpp) | Martelo | 2 | 0 | 0 | 2 | 0 | 3 | 0 | 1 | 0 | 3  | 11    |

| Pista C           | LSFE    | 1 | 2 | 3 | 4 | 5 | 6 | 7 | 8 | 9 | 10 | Final |
| ----------------- | ------- | - | - | - | - | - | - | - | - | - | -- | ----- |
| Suíça (Tirinzoni) | Martelo | 1 | 0 | 2 | 0 | 1 | 0 | 0 | 1 | 0 | 2  | 7     |
| Japão (Fujisawa)  |         | 0 | 1 | 0 | 2 | 0 | 2 | 0 | 0 | 1 | 0  | 6     |

| Pista D             | LSFE    | 1 | 2 | 3 | 4 | 5 | 6 | 7 | 8 | 9 | 10 | Final |
| ------------------- | ------- | - | - | - | - | - | - | - | - | - | -- | ----- |
| Dinamarca (Nielsen) | Martelo | 1 | 0 | 1 | 3 | 5 | 0 | 1 | 0 | 0 | X  | 11    |
| China (Wang)        |         | 0 | 0 | 0 | 0 | 0 | 2 | 0 | 1 | 1 | X  | 4     |

Segunda rodada
Sábado, 16 de março, 19:00
| Pista A                 | LSFE    | 1 | 2 | 3 | 4 | 5 | 6 | 7 | 8 | 9 | 10 | Final |
| ----------------------- | ------- | - | - | - | - | - | - | - | - | - | -- | ----- |
| Suécia (Sigfridsson)    |         | 0 | 2 | 0 | 0 | 4 | 0 | 0 | 1 | 0 | X  | 7     |
| Letônia (Staša-Šaršūne) | Martelo | 1 | 0 | 1 | 0 | 0 | 0 | 1 | 0 | 1 | X  | 4     |

| Pista B           | LSFE    | 1 | 2 | 3 | 4 | 5 | 6 | 7 | 8 | 9 | 10 | Final |
| ----------------- | ------- | - | - | - | - | - | - | - | - | - | -- | ----- |
| Itália (Gaspari)  |         | 3 | 0 | 0 | 0 | 0 | 0 | 0 | 0 | 0 | X  | 3     |
| Suíça (Tirinzoni) | Martelo | 0 | 1 | 0 | 0 | 0 | 1 | 3 | 2 | 2 | X  | 9     |

| Pista C           | LSFE    | 1 | 2 | 3 | 4 | 5 | 6 | 7 | 8 | 9 | 10 | Final |
| ----------------- | ------- | - | - | - | - | - | - | - | - | - | -- | ----- |
| China (Wang)      |         | 0 | 0 | 1 | 0 | 2 | 0 | 0 | 1 | 0 | X  | 4     |
| Rússia (Sidorova) | Martelo | 1 | 1 | 0 | 2 | 0 | 0 | 1 | 0 | 1 | X  | 6     |

| Pista D            | LSFE    | 1 | 2 | 3 | 4 | 5 | 6 | 7 | 8 | 9 | 10 | Final |
| ------------------ | ------- | - | - | - | - | - | - | - | - | - | -- | ----- |
| Escócia (Muirhead) | Martelo | 2 | 1 | 0 | 0 | 0 | 1 | 0 | 1 | 1 | X  | 6     |
| Canadá (Homan)     |         | 0 | 0 | 0 | 0 | 2 | 0 | 2 | 0 | 0 | X  | 4     |

Terceira rodada
Domingo, 17 de março, 9:00
| Pista B             | LSFE    | 1 | 2 | 3 | 4 | 5 | 6 | 7 | 8 | 9 | 10 | Final |
| ------------------- | ------- | - | - | - | - | - | - | - | - | - | -- | ----- |
| Japão (Fujisawa)    |         | 0 | 0 | 1 | 0 | 0 | 2 | 0 | 0 | 2 | 1  | 6     |
| Dinamarca (Nielsen) | Martelo | 0 | 1 | 0 | 0 | 1 | 0 | 1 | 1 | 0 | 0  | 4     |

| Pista C                | LSFE    | 1 | 2 | 3 | 4 | 5 | 6 | 7 | 8 | 9 | 10 | Final |
| ---------------------- | ------- | - | - | - | - | - | - | - | - | - | -- | ----- |
| Estados Unidos (Brown) |         | 0 | 0 | 1 | 0 | 0 | 0 | 0 | 1 | 3 | 0  | 5     |
| Alemanha (Schöpp)      | Martelo | 0 | 1 | 0 | 0 | 1 | 1 | 2 | 0 | 0 | 1  | 6     |

Quarta rodada
Domingo, 17 de março, 14:00
| Pista A           | LSFE    | 1 | 2 | 3 | 4 | 5 | 6 | 7 | 8 | 9 | 10 | Final |
| ----------------- | ------- | - | - | - | - | - | - | - | - | - | -- | ----- |
| China (Wang)      | Martelo | 1 | 0 | 0 | 0 | 0 | 2 | 0 | 1 | 1 | 0  | 5     |
| Suíça (Tirinzoni) |         | 0 | 2 | 1 | 1 | 0 | 0 | 3 | 0 | 0 | 1  | 8     |

| Pista B                 | LSFE    | 1 | 2 | 3 | 4 | 5 | 6 | 7 | 8 | 9 | 10 | Final |
| ----------------------- | ------- | - | - | - | - | - | - | - | - | - | -- | ----- |
| Canadá (Homan)          | Martelo | 0 | 2 | 0 | 3 | 0 | 2 | 0 | 0 | 0 | X  | 7     |
| Letônia (Staša-Šaršūne) |         | 0 | 0 | 1 | 0 | 1 | 0 | 1 | 1 | 1 | X  | 5     |

| Pista C              | LSFE    | 1 | 2 | 3 | 4 | 5 | 6 | 7 | 8 | 9 | 10 | Final |
| -------------------- | ------- | - | - | - | - | - | - | - | - | - | -- | ----- |
| Suécia (Sigfridsson) | Martelo | 3 | 2 | 0 | 5 | 1 | 0 | X | X | X | X  | 11    |
| Escócia (Muirhead)   |         | 0 | 0 | 1 | 0 | 0 | 1 | X | X | X | X  | 2     |

| Pista D           | LSFE    | 1 | 2 | 3 | 4 | 5 | 6 | 7 | 8 | 9 | 10 | Final |
| ----------------- | ------- | - | - | - | - | - | - | - | - | - | -- | ----- |
| Rússia (Sidorova) | Martelo | 0 | 2 | 0 | 1 | 2 | 0 | 2 | 0 | 2 | X  | 9     |
| Itália (Gaspari)  |         | 0 | 0 | 1 | 0 | 0 | 1 | 0 | 2 | 0 | X  | 4     |

Quinta rodada
Domingo, 17 de março, 19:00
| Pista A            | LSFE    | 1 | 2 | 3 | 4 | 5 | 6 | 7 | 8 | 9 | 10 | Final |
| ------------------ | ------- | - | - | - | - | - | - | - | - | - | -- | ----- |
| Alemanha (Schöpp)  |         | 1 | 0 | 0 | 1 | 0 | 0 | 0 | X | X | X  | 2     |
| Escócia (Muirhead) | Martelo | 0 | 2 | 2 | 0 | 1 | 1 | 3 | X | X | X  | 9     |

| Pista B                | LSFE    | 1 | 2 | 3 | 4 | 5 | 6 | 7 | 8 | 9 | 10 | Final |
| ---------------------- | ------- | - | - | - | - | - | - | - | - | - | -- | ----- |
| Suécia (Sigfridsson)   |         | 0 | 3 | 0 | 2 | 0 | 1 | 0 | 3 | 0 | 0  | 9     |
| Estados Unidos (Brown) | Martelo | 1 | 0 | 1 | 0 | 2 | 0 | 1 | 0 | 2 | 1  | 8     |

| Pista C             | LSFE    | 1 | 2 | 3 | 4 | 5 | 6 | 7 | 8 | 9 | 10 | Final |
| ------------------- | ------- | - | - | - | - | - | - | - | - | - | -- | ----- |
| Canadá (Homan)      | Martelo | 0 | 2 | 1 | 1 | 1 | 1 | 2 | X | X | X  | 8     |
| Dinamarca (Nielsen) |         | 2 | 0 | 0 | 0 | 0 | 0 | 0 | X | X | X  | 2     |

| Pista D                 | LSFE    | 1 | 2 | 3 | 4 | 5 | 6 | 7 | 8 | 9 | 10 | Final |
| ----------------------- | ------- | - | - | - | - | - | - | - | - | - | -- | ----- |
| Japão (Fujisawa)        |         | 1 | 3 | 0 | 1 | 1 | 0 | 2 | 0 | 1 | 2  | 11    |
| Letônia (Staša-Šaršūne) | Martelo | 0 | 0 | 2 | 0 | 0 | 4 | 0 | 2 | 0 | 0  | 8     |

Sexta rodada
Segunda-feira, 18 de março, 8:30
| Pista A           | LSFE    | 1 | 2 | 3 | 4 | 5 | 6 | 7 | 8 | 9 | 10 | Final |
| ----------------- | ------- | - | - | - | - | - | - | - | - | - | -- | ----- |
| Rússia (Sidorova) | Martelo | 0 | 0 | 1 | 0 | 1 | 0 | 1 | 0 | 1 | 0  | 4     |
| Canadá (Homan)    |         | 0 | 2 | 0 | 0 | 0 | 0 | 0 | 2 | 0 | 1  | 5     |

| Pista B            | LSFE    | 1 | 2 | 3 | 4 | 5 | 6 | 7 | 8 | 9 | 10 | Final |
| ------------------ | ------- | - | - | - | - | - | - | - | - | - | -- | ----- |
| Escócia (Muirhead) | Martelo | 0 | 0 | 1 | 0 | 1 | 0 | 4 | 0 | 2 | X  | 8     |
| China (Wang)       |         | 1 | 1 | 0 | 1 | 0 | 1 | 0 | 1 | 0 | X  | 5     |

| Pista C                 | LSFE    | 1 | 2 | 3 | 4 | 5 | 6 | 7 | 8 | 9 | 10 | Final |
| ----------------------- | ------- | - | - | - | - | - | - | - | - | - | -- | ----- |
| Letônia (Staša-Šaršūne) |         | 0 | 2 | 0 | 0 | 0 | 0 | 1 | 0 | 2 | X  | 5     |
| Itália (Gaspari)        | Martelo | 3 | 0 | 0 | 3 | 0 | 1 | 0 | 0 | 0 | X  | 7     |

| Pista D              | LSFE    | 1 | 2 | 3 | 4 | 5 | 6 | 7 | 8 | 9 | 10 | Final |
| -------------------- | ------- | - | - | - | - | - | - | - | - | - | -- | ----- |
| Suécia (Sigfridsson) | Martelo | 2 | 0 | 2 | 1 | 1 | 3 | X | X | X | X  | 9     |
| Suíça (Tirinzoni)    |         | 0 | 0 | 0 | 0 | 0 | 0 | X | X | X | X  | 0     |

Sétima rodada
Segunda-feira, 18 de março, 13:30
| Pista A          | LSFE    | 1 | 2 | 3 | 4 | 5 | 6 | 7 | 8 | 9 | 10 | 11 | Final |
| ---------------- | ------- | - | - | - | - | - | - | - | - | - | -- | -- | ----- |
| Itália (Gaspari) |         | 0 | 0 | 0 | 1 | 0 | 1 | 0 | 3 | 0 | 1  | 1  | 7     |
| China (Wang)     | Martelo | 0 | 0 | 2 | 0 | 2 | 0 | 1 | 0 | 1 | 0  | 0  | 6     |

| Pista B           | LSFE    | 1 | 2 | 3 | 4 | 5 | 6 | 7 | 8 | 9 | 10 | 11 | Final |
| ----------------- | ------- | - | - | - | - | - | - | - | - | - | -- | -- | ----- |
| Alemanha (Schöpp) | Martelo | 0 | 0 | 0 | 0 | 1 | 2 | 0 | 0 | 0 | 1  | 0  | 4     |
| Japão (Fujisawa)  |         | 1 | 0 | 1 | 0 | 0 | 0 | 0 | 2 | 0 | 0  | 2  | 6     |

| Pista C           | LSFE    | 1 | 2 | 3 | 4 | 5 | 6 | 7 | 8 | 9 | 10 | Final |
| ----------------- | ------- | - | - | - | - | - | - | - | - | - | -- | ----- |
| Rússia (Sidorova) |         | 0 | 0 | 2 | 0 | 2 | 1 | 0 | 2 | 1 | X  | 8     |
| Suíça (Tirinzoni) | Martelo | 2 | 0 | 0 | 1 | 0 | 0 | 1 | 0 | 0 | X  | 4     |

| Pista D                | LSFE    | 1 | 2 | 3 | 4 | 5 | 6 | 7 | 8 | 9 | 10 | Final |
| ---------------------- | ------- | - | - | - | - | - | - | - | - | - | -- | ----- |
| Estados Unidos (Brown) | Martelo | 0 | 2 | 1 | 0 | 1 | 0 | 2 | 0 | 0 | 1  | 7     |
| Dinamarca (Nielsen)    |         | 0 | 0 | 0 | 1 | 0 | 2 | 0 | 3 | 0 | 0  | 6     |

Oitava rodada
Segunda-feira, 18 de março, 18:30
| Pista A            | LSFE    | 1 | 2 | 3 | 4 | 5 | 6 | 7 | 8 | 9 | 10 | Final |
| ------------------ | ------- | - | - | - | - | - | - | - | - | - | -- | ----- |
| Escócia (Muirhead) | Martelo | 2 | 0 | 4 | 0 | 1 | 0 | 0 | 1 | X | X  | 8     |
| Japão (Fujisawa)   |         | 0 | 1 | 0 | 1 | 0 | 1 | 0 | 0 | X | X  | 3     |

| Pista B                | LSFE    | 1 | 2 | 3 | 4 | 5 | 6 | 7 | 8 | 9 | 10 | 11 | Final |
| ---------------------- | ------- | - | - | - | - | - | - | - | - | - | -- | -- | ----- |
| Estados Unidos (Brown) |         | 0 | 0 | 1 | 1 | 0 | 1 | 0 | 1 | 0 | 0  | 1  | 5     |
| Canadá (Homan)         | Martelo | 0 | 1 | 0 | 0 | 1 | 0 | 1 | 0 | 0 | 1  | 0  | 4     |

| Pista C              | LSFE    | 1 | 2 | 3 | 4 | 5 | 6 | 7 | 8 | 9 | 10 | 11 | Final |
| -------------------- | ------- | - | - | - | - | - | - | - | - | - | -- | -- | ----- |
| Dinamarca (Nielsen)  | Martelo | 0 | 0 | 0 | 1 | 0 | 0 | 0 | 0 | 1 | 2  | 0  | 4     |
| Suécia (Sigfridsson) |         | 0 | 0 | 0 | 0 | 1 | 0 | 2 | 1 | 0 | 0  | 1  | 5     |

| Pista D                 | LSFE    | 1 | 2 | 3 | 4 | 5 | 6 | 7 | 8 | 9 | 10 | Final |
| ----------------------- | ------- | - | - | - | - | - | - | - | - | - | -- | ----- |
| Letônia (Staša-Šaršūne) |         | 0 | 1 | 0 | 0 | 1 | 0 | 0 | 1 | 0 | X  | 3     |
| Alemanha (Schöpp)       | Martelo | 2 | 0 | 1 | 0 | 0 | 0 | 2 | 0 | 1 | X  | 6     |

Nona rodada
Terça-feira, 19 de março, 8:30
| Pista A                | LSFE    | 1 | 2 | 3 | 4 | 5 | 6 | 7 | 8 | 9 | 10 | Final |
| ---------------------- | ------- | - | - | - | - | - | - | - | - | - | -- | ----- |
| Suíça (Tirinzoni)      |         | 0 | 1 | 0 | 2 | 0 | 1 | 0 | 1 | 2 | 0  | 7     |
| Estados Unidos (Brown) | Martelo | 1 | 0 | 1 | 0 | 1 | 0 | 1 | 0 | 0 | 2  | 6     |

| Pista B             | LSFE    | 1 | 2 | 3 | 4 | 5 | 6 | 7 | 8 | 9 | 10 | Final |
| ------------------- | ------- | - | - | - | - | - | - | - | - | - | -- | ----- |
| Rússia (Sidorova)   | Martelo | 0 | 0 | 1 | 1 | 0 | 1 | 0 | 1 | 0 | 1  | 5     |
| Dinamarca (Nielsen) |         | 0 | 0 | 0 | 0 | 3 | 0 | 1 | 0 | 0 | 0  | 4     |

| Pista C           | LSFE    | 1 | 2 | 3 | 4 | 5 | 6 | 7 | 8 | 9 | 10 | Final |
| ----------------- | ------- | - | - | - | - | - | - | - | - | - | -- | ----- |
| Alemanha (Schöpp) |         | 0 | 0 | 1 | 0 | 1 | 0 | 2 | 0 | 1 | 0  | 5     |
| China (Wang)      | Martelo | 2 | 0 | 0 | 1 | 0 | 2 | 0 | 1 | 0 | 1  | 7     |

| Pista D          | LSFE    | 1 | 2 | 3 | 4 | 5 | 6 | 7 | 8 | 9 | 10 | Final |
| ---------------- | ------- | - | - | - | - | - | - | - | - | - | -- | ----- |
| Itália (Gaspari) | Martelo | 0 | 1 | 0 | 0 | 1 | 1 | 0 | 1 | 0 | 0  | 4     |
| Japão (Fujisawa) |         | 1 | 0 | 0 | 2 | 0 | 0 | 2 | 0 | 0 | 1  | 6     |

Décima rodada
Terça-feira, 19 de março, 13:30
| Pista A                 | LSFE    | 1 | 2 | 3 | 4 | 5 | 6 | 7 | 8 | 9 | 10 | Final |
| ----------------------- | ------- | - | - | - | - | - | - | - | - | - | -- | ----- |
| Letônia (Staša-Šaršūne) | Martelo | 1 | 0 | 1 | 0 | 1 | 1 | 2 | 1 | 0 | X  | 7     |
| Rússia (Sidorova)       |         | 0 | 3 | 0 | 3 | 0 | 0 | 0 | 0 | 3 | X  | 9     |

| Pista B              | LSFE    | 1 | 2 | 3 | 4 | 5 | 6 | 7 | 8 | 9 | 10 | Final |
| -------------------- | ------- | - | - | - | - | - | - | - | - | - | -- | ----- |
| China (Wang)         |         | 0 | 0 | 2 | 0 | 1 | 0 | 0 | 2 | 0 | 1  | 6     |
| Suécia (Sigfridsson) | Martelo | 0 | 1 | 0 | 2 | 0 | 1 | 0 | 0 | 0 | 0  | 4     |

| Pista C          | LSFE    | 1 | 2 | 3 | 4 | 5 | 6 | 7 | 8 | 9 | 10 | Final |
| ---------------- | ------- | - | - | - | - | - | - | - | - | - | -- | ----- |
| Itália (Gaspari) | Martelo | 2 | 0 | 1 | 0 | 1 | 0 | 0 | 0 | 2 | 0  | 6     |
| Canadá (Homan)   |         | 0 | 2 | 0 | 3 | 0 | 0 | 0 | 1 | 0 | 1  | 7     |

| Pista D            | LSFE    | 1 | 2 | 3 | 4 | 5 | 6 | 7 | 8 | 9 | 10 | Final |
| ------------------ | ------- | - | - | - | - | - | - | - | - | - | -- | ----- |
| Suíça (Tirinzoni)  |         | 0 | 0 | 1 | 1 | 0 | 0 | 0 | 2 | 0 | X  | 4     |
| Escócia (Muirhead) | Martelo | 2 | 0 | 0 | 0 | 2 | 0 | 2 | 0 | 5 | X  | 11    |

Décima-primeira rodada
Terça-feira, 19 de março, 18:30
| Pista A             | LSFE    | 1 | 2 | 3 | 4 | 5 | 6 | 7 | 8 | 9 | 10 | 11 | Final |
| ------------------- | ------- | - | - | - | - | - | - | - | - | - | -- | -- | ----- |
| Alemanha (Schöpp)   | Martelo | 0 | 2 | 0 | 1 | 0 | 1 | 0 | 0 | 0 | 1  | 0  | 5     |
| Dinamarca (Nielsen) |         | 0 | 0 | 1 | 0 | 1 | 0 | 1 | 1 | 1 | 0  | 1  | 6     |

| Pista B                 | LSFE    | 1 | 2 | 3 | 4 | 5 | 6 | 7 | 8 | 9 | 10 | Final |
| ----------------------- | ------- | - | - | - | - | - | - | - | - | - | -- | ----- |
| Letônia (Staša-Šaršūne) | Martelo | 0 | 1 | 0 | 1 | 0 | 2 | 0 | 1 | 0 | X  | 5     |
| Escócia (Muirhead)      |         | 1 | 0 | 2 | 0 | 2 | 0 | 3 | 0 | 1 | X  | 9     |

| Pista C                | LSFE    | 1 | 2 | 3 | 4 | 5 | 6 | 7 | 8 | 9 | 10 | Final |
| ---------------------- | ------- | - | - | - | - | - | - | - | - | - | -- | ----- |
| Japão (Fujisawa)       |         | 0 | 1 | 1 | 0 | 0 | 1 | 0 | 0 | X | X  | 3     |
| Estados Unidos (Brown) | Martelo | 1 | 0 | 0 | 2 | 2 | 0 | 3 | 2 | X | X  | 10    |

| Pista D              | LSFE    | 1 | 2 | 3 | 4 | 5 | 6 | 7 | 8 | 9 | 10 | Final |
| -------------------- | ------- | - | - | - | - | - | - | - | - | - | -- | ----- |
| Canadá (Homan)       | Martelo | 0 | 0 | 1 | 0 | 1 | 0 | 0 | 2 | 0 | 0  | 4     |
| Suécia (Sigfridsson) |         | 1 | 0 | 0 | 1 | 0 | 1 | 1 | 0 | 0 | 4  | 8     |

Décima-segunda rodada
Quarta-feira, 20 de março, 8:30
| Pista A              | LSFE    | 1 | 2 | 3 | 4 | 5 | 6 | 7 | 8 | 9 | 10 | Final |
| -------------------- | ------- | - | - | - | - | - | - | - | - | - | -- | ----- |
| Japão (Fujisawa)     | Martelo | 1 | 0 | 0 | 2 | 0 | 1 | 0 | 0 | X | X  | 4     |
| Suécia (Sigfridsson) |         | 0 | 3 | 2 | 0 | 1 | 0 | 2 | 1 | X | X  | 9     |

| Pista B           | LSFE    | 1 | 2 | 3 | 4 | 5 | 6 | 7 | 8 | 9 | 10 | Final |
| ----------------- | ------- | - | - | - | - | - | - | - | - | - | -- | ----- |
| Canadá (Homan)    | Martelo | 0 | 2 | 0 | 1 | 0 | 2 | 1 | 1 | 0 | 1  | 8     |
| Alemanha (Schöpp) |         | 0 | 0 | 1 | 0 | 3 | 0 | 0 | 0 | 1 | 0  | 5     |

| Pista C             | LSFE    | 1 | 2 | 3 | 4 | 5 | 6 | 7 | 8 | 9 | 10 | Final |
| ------------------- | ------- | - | - | - | - | - | - | - | - | - | -- | ----- |
| Escócia (Muirhead)  |         | 0 | 0 | 3 | 0 | 1 | 0 | 3 | 0 | 1 | 0  | 8     |
| Dinamarca (Nielsen) | Martelo | 0 | 2 | 0 | 1 | 0 | 1 | 0 | 1 | 0 | 1  | 6     |

| Pista D                 | LSFE    | 1 | 2 | 3 | 4 | 5 | 6 | 7 | 8 | 9 | 10 | Final |
| ----------------------- | ------- | - | - | - | - | - | - | - | - | - | -- | ----- |
| Letônia (Staša-Šaršūne) |         | 0 | 0 | 0 | 0 | 2 | 0 | X | X | X | X  | 2     |
| Estados Unidos (Brown)  | Martelo | 2 | 3 | 2 | 0 | 0 | 2 | X | X | X | X  | 9     |

Décima-terceira rodada
Quarta-feira, 20 de março, 13:30
| Pista A                | LSFE    | 1 | 2 | 3 | 4 | 5 | 6 | 7 | 8 | 9 | 10 | Final |
| ---------------------- | ------- | - | - | - | - | - | - | - | - | - | -- | ----- |
| Estados Unidos (Brown) | Martelo | 1 | 0 | 0 | 2 | 0 | 1 | 0 | 1 | 0 | X  | 5     |
| China (Wang)           |         | 0 | 1 | 1 | 0 | 0 | 0 | 2 | 0 | 5 | X  | 9     |

| Pista B             | LSFE    | 1 | 2 | 3 | 4 | 5 | 6 | 7 | 8 | 9 | 10 | Final |
| ------------------- | ------- | - | - | - | - | - | - | - | - | - | -- | ----- |
| Dinamarca (Nielsen) | Martelo | 0 | 0 | 2 | 1 | 0 | 0 | 2 | 0 | 2 | 2  | 9     |
| Itália (Gaspari)    |         | 0 | 4 | 0 | 0 | 1 | 0 | 0 | 2 | 0 | 0  | 7     |

| Pista C           | LSFE    | 1 | 2 | 3 | 4 | 5 | 6 | 7 | 8 | 9 | 10 | Final |
| ----------------- | ------- | - | - | - | - | - | - | - | - | - | -- | ----- |
| Suíça (Tirinzoni) |         | 0 | 0 | 0 | 1 | 0 | 2 | 0 | 3 | 1 | X  | 7     |
| Alemanha (Schöpp) | Martelo | 0 | 0 | 1 | 0 | 1 | 0 | 1 | 0 | 0 | X  | 3     |

| Pista D           | LSFE    | 1 | 2 | 3 | 4 | 5 | 6 | 7 | 8 | 9 | 10 | Final |
| ----------------- | ------- | - | - | - | - | - | - | - | - | - | -- | ----- |
| Japão (Fujisawa)  |         | 0 | 1 | 0 | 1 | 0 | 0 | 1 | 0 | X | X  | 3     |
| Rússia (Sidorova) | Martelo | 3 | 0 | 1 | 0 | 3 | 1 | 0 | 2 | X | X  | 10    |

Décima-quarta rodada
Quarta-feira, 20 de março, 18:30
| Pista A           | LSFE    | 1 | 2 | 3 | 4 | 5 | 6 | 7 | 8 | 9 | 10 | Final |
| ----------------- | ------- | - | - | - | - | - | - | - | - | - | -- | ----- |
| Canadá (Homan)    | Martelo | 0 | 1 | 0 | 1 | 0 | 2 | 0 | 3 | 0 | X  | 7     |
| Suíça (Tirinzoni) |         | 0 | 0 | 1 | 0 | 1 | 0 | 1 | 0 | 1 | X  | 4     |

| Pista B              | LSFE    | 1 | 2 | 3 | 4 | 5 | 6 | 7 | 8 | 9 | 10 | Final |
| -------------------- | ------- | - | - | - | - | - | - | - | - | - | -- | ----- |
| Suécia (Sigfridsson) |         | 0 | 1 | 0 | 4 | 1 | 0 | 2 | 2 | X | X  | 10    |
| Rússia (Sidorova)    | Martelo | 1 | 0 | 0 | 0 | 0 | 2 | 0 | 0 | X | X  | 3     |

| Pista C                 | LSFE    | 1 | 2 | 3 | 4 | 5 | 6 | 7 | 8 | 9 | 10 | Final |
| ----------------------- | ------- | - | - | - | - | - | - | - | - | - | -- | ----- |
| China (Wang)            |         | 0 | 0 | 1 | 1 | 1 | 0 | 2 | 0 | 2 | X  | 7     |
| Letônia (Staša-Šaršūne) | Martelo | 0 | 0 | 0 | 0 | 0 | 1 | 0 | 2 | 0 | X  | 3     |

| Pista D            | LSFE    | 1 | 2 | 3 | 4 | 5 | 6 | 7 | 8 | 9 | 10 | Final |
| ------------------ | ------- | - | - | - | - | - | - | - | - | - | -- | ----- |
| Escócia (Muirhead) | Martelo | 1 | 0 | 2 | 0 | 1 | 2 | 0 | 2 | 0 | X  | 8     |
| Itália (Gaspari)   |         | 0 | 2 | 0 | 0 | 0 | 0 | 1 | 0 | 1 | X  | 4     |

Décima-quinta rodada
Quinta-feira, 21 de março, 8:30
| Pista A            | LSFE    | 1 | 2 | 3 | 4 | 5 | 6 | 7 | 8 | 9 | 10 | Final |
| ------------------ | ------- | - | - | - | - | - | - | - | - | - | -- | ----- |
| Rússia (Sidorova)  | Martelo | 0 | 1 | 0 | 1 | 0 | 0 | 0 | X | X | X  | 2     |
| Escócia (Muirhead) |         | 2 | 0 | 1 | 0 | 2 | 3 | 1 | X | X | X  | 9     |

| Pista B                 | LSFE    | 1 | 2 | 3 | 4 | 5 | 6 | 7 | 8 | 9 | 10 | 11 | Final |
| ----------------------- | ------- | - | - | - | - | - | - | - | - | - | -- | -- | ----- |
| Suíça (Tirinzoni)       |         | 1 | 0 | 0 | 1 | 0 | 1 | 2 | 0 | 0 | 2  | 0  | 7     |
| Letônia (Staša-Šaršūne) | Martelo | 0 | 2 | 1 | 0 | 1 | 0 | 0 | 2 | 1 | 0  | 1  | 8     |

| Pista C              | LSFE    | 1 | 2 | 3 | 4 | 5 | 6 | 7 | 8 | 9 | 10 | Final |
| -------------------- | ------- | - | - | - | - | - | - | - | - | - | -- | ----- |
| Suécia (Sigfridsson) | Martelo | 2 | 0 | 0 | 4 | 0 | 0 | 2 | 2 | X | X  | 10    |
| Itália (Gaspari)     |         | 0 | 3 | 0 | 0 | 1 | 0 | 0 | 0 | X | X  | 4     |

| Pista D        | LSFE    | 1 | 2 | 3 | 4 | 5 | 6 | 7 | 8 | 9 | 10 | Final |
| -------------- | ------- | - | - | - | - | - | - | - | - | - | -- | ----- |
| China (Wang)   | Martelo | 1 | 0 | 0 | 1 | 0 | 0 | 0 | 0 | 2 | 0  | 4     |
| Canadá (Homan) |         | 0 | 1 | 1 | 0 | 0 | 0 | 1 | 0 | 0 | 4  | 7     |

Décima-sexta rodada
Quinta-feira, 21 de março, 13:30
| Pista A                 | LSFE    | 1 | 2 | 3 | 4 | 5 | 6 | 7 | 8 | 9 | 10 | Final |
| ----------------------- | ------- | - | - | - | - | - | - | - | - | - | -- | ----- |
| Dinamarca (Nielsen)     | Martelo | 1 | 0 | 1 | 0 | 2 | 0 | 0 | 2 | 0 | 2  | 8     |
| Letônia (Staša-Šaršūne) |         | 0 | 1 | 0 | 1 | 0 | 2 | 0 | 0 | 1 | 0  | 5     |

| Pista B                | LSFE    | 1 | 2 | 3 | 4 | 5 | 6 | 7 | 8 | 9 | 10 | Final |
| ---------------------- | ------- | - | - | - | - | - | - | - | - | - | -- | ----- |
| Escócia (Muirhead)     | Martelo | 1 | 1 | 0 | 4 | 0 | 1 | 0 | 1 | 0 | X  | 8     |
| Estados Unidos (Brown) |         | 0 | 0 | 1 | 0 | 2 | 0 | 0 | 0 | 1 | X  | 4     |

| Pista C          | LSFE    | 1 | 2 | 3 | 4 | 5 | 6 | 7 | 8 | 9 | 10 | Final |
| ---------------- | ------- | - | - | - | - | - | - | - | - | - | -- | ----- |
| Canadá (Homan)   |         | 2 | 0 | 2 | 1 | 1 | 0 | 1 | 0 | 1 | X  | 8     |
| Japão (Fujisawa) | Martelo | 0 | 1 | 0 | 0 | 0 | 0 | 0 | 3 | 0 | X  | 4     |

| Pista D              | LSFE    | 1 | 2 | 3 | 4 | 5 | 6 | 7 | 8 | 9 | 10 | Final |
| -------------------- | ------- | - | - | - | - | - | - | - | - | - | -- | ----- |
| Alemanha (Schöpp)    | Martelo | 1 | 0 | 2 | 0 | 0 | 0 | 2 | 1 | 0 | X  | 6     |
| Suécia (Sigfridsson) |         | 0 | 3 | 0 | 3 | 1 | 0 | 0 | 0 | 1 | X  | 8     |

Décima-sétima rodada
Quinta-feira, 21 de março, 18:30
| Pista A           | LSFE    | 1 | 2 | 3 | 4 | 5 | 6 | 7 | 8 | 9 | 10 | Final |
| ----------------- | ------- | - | - | - | - | - | - | - | - | - | -- | ----- |
| Itália (Gaspari)  | Martelo | 1 | 0 | 0 | 0 | 0 | 2 | 0 | 3 | 0 | 1  | 7     |
| Alemanha (Schöpp) |         | 0 | 0 | 0 | 1 | 1 | 0 | 1 | 0 | 3 | 0  | 6     |

| Pista B          | LSFE    | 1 | 2 | 3 | 4 | 5 | 6 | 7 | 8 | 9 | 10 | Final |
| ---------------- | ------- | - | - | - | - | - | - | - | - | - | -- | ----- |
| Japão (Fujisawa) | Martelo | 1 | 0 | 4 | 0 | 0 | 3 | 0 | 1 | 1 | X  | 10    |
| China (Wang)     |         | 0 | 1 | 0 | 2 | 0 | 0 | 3 | 0 | 0 | X  | 6     |

| Pista C                | LSFE    | 1 | 2 | 3 | 4 | 5 | 6 | 7 | 8 | 9 | 10 | 11 | Final |
| ---------------------- | ------- | - | - | - | - | - | - | - | - | - | -- | -- | ----- |
| Estados Unidos (Brown) | Martelo | 1 | 0 | 1 | 0 | 2 | 0 | 0 | 0 | 1 | 0  | 1  | 6     |
| Rússia (Privivkova)    |         | 0 | 0 | 0 | 1 | 0 | 1 | 1 | 1 | 0 | 1  | 0  | 5     |

| Pista D             | LSFE    | 1 | 2 | 3 | 4 | 5 | 6 | 7 | 8 | 9 | 10 | Final |
| ------------------- | ------- | - | - | - | - | - | - | - | - | - | -- | ----- |
| Dinamarca (Nielsen) |         | 0 | 0 | 0 | 3 | 0 | 1 | 0 | 0 | 1 | 0  | 5     |
| Suíça (Tirinzoni)   | Martelo | 2 | 0 | 1 | 0 | 1 | 0 | 0 | 1 | 0 | 3  | 8     |

### Partidas desempate
|  |        |        |   |  |  | Avança para a fase eliminatória |                |   |
|  |        |        |   |  |  |                                 |                |   |
|  |        |        |   |  |  | Estados Unidos                  | Estados Unidos | 7 |
|  | Rússia | Rússia | 6 |  |  | Suíça                           | Suíça          | 4 |
|  | Suíça  | Suíça  | 7 |  |  |                                 |                |   |

Sexta-feira, 22 de março, 9:00
| Pista A           | LSFE    | 1 | 2 | 3 | 4 | 5 | 6 | 7 | 8 | 9 | 10 | 11 | Final |
| ----------------- | ------- | - | - | - | - | - | - | - | - | - | -- | -- | ----- |
| Rússia (Sidorova) | Martelo | 0 | 1 | 0 | 1 | 1 | 0 | 2 | 0 | 0 | 1  | 0  | 6     |
| Suíça (Tirinzoni) |         | 0 | 0 | 1 | 0 | 0 | 3 | 0 | 1 | 1 | 0  | 1  | 7     |

| Percentuais de jogador(a) | Percentuais de jogador(a) | Percentuais de jogador(a) | Percentuais de jogador(a) |
| Rússia                    | Rússia                    | Suíça                     | Suíça                     |
| ------------------------- | ------------------------- | ------------------------- | ------------------------- |
| Ekaterina Galkina         | 91%                       | Sandra Gantenbein         | 92%                       |
| Margarita Fomina          | 79%                       | Esther Neuenschwander     | 93%                       |
| Liudmila Privivkova       | 85%                       | Marlene Albrecht          | 71%                       |
| Anna Sidorova             | 73%                       | Silvana Tirinzoni         | 84%                       |
| Total                     | 82%                       | Total                     | 85%                       |

Sexta-feira, 22 de março, 14:00
| Pista C                | LSFE    | 1 | 2 | 3 | 4 | 5 | 6 | 7 | 8 | 9 | 10 | Final |
| ---------------------- | ------- | - | - | - | - | - | - | - | - | - | -- | ----- |
| Estados Unidos (Brown) |         | 1 | 0 | 1 | 0 | 0 | 2 | 1 | 1 | 0 | 1  | 7     |
| Suíça (Tirinzoni)      | Martelo | 0 | 1 | 0 | 0 | 1 | 0 | 0 | 0 | 2 | 0  | 4     |

| Percentuais de jogador(a) | Percentuais de jogador(a) | Percentuais de jogador(a) | Percentuais de jogador(a) |
| Estados Unidos            | Estados Unidos            | Suíça                     | Suíça                     |
| ------------------------- | ------------------------- | ------------------------- | ------------------------- |
| Ann Swisshelm             | 84%                       | Sandra Gantenbein         | 91%                       |
| Jessica Schultz           | 89%                       | Esther Neuenschwander     | 86%                       |
| Debbie McCormick          | 84%                       | Marlene Albrecht          | 78%                       |
| Erika Brown               | 74%                       | Silvana Tirinzoni         | 64%                       |
| Total                     | 83%                       | Total                     | 80%                       |

## Fase eliminatória
|  | Playoff | Playoff        | Playoff |   |   | Semifinal | Semifinal | Semifinal |   |         | Final | Final  | Final |
|  |         |                |         |   |   |           |           |           |   |         |       |        |       |
|  | 1       | Suécia         | 7       |   |   |           |           |           |   |         |       |        |       |
|  | 2       | Escócia        | 5       |   |   |           |           |           |   |         | 1     | Suécia | 5     |
|  |         |                |         |   | 2 | Escócia   | 8         |           | 2 | Escócia | 6     |        |       |
|  |         | 3              | Canadá  | 7 |   |           |           |           |   |         |       |        |       |
|  | 3       | Canadá         | 7       |   |   |           |           |           |   |         |       |        |       |
|  | 4       | Estados Unidos | 6       |   |   |           |           |           |   |         |       |        |       |

|  | Disputa do 3º lugar |                |   |
|  |                     |                |   |
|  | 3                   | Canadá         | 8 |
|  | 4                   | Estados Unidos | 6 |

### 1 vs. 2
Sexta-feira, 22 de março, 19:00
| Pista B              | LSFE    | 1 | 2 | 3 | 4 | 5 | 6 | 7 | 8 | 9 | 10 | Final |
| -------------------- | ------- | - | - | - | - | - | - | - | - | - | -- | ----- |
| Suécia (Sigfridsson) | Martelo | 0 | 2 | 0 | 1 | 0 | 1 | 0 | 0 | 0 | 3  | 7     |
| Escócia (Muirhead)   |         | 0 | 0 | 1 | 0 | 1 | 0 | 1 | 2 | 0 | 0  | 5     |

| Percentuais de jogador(a) | Percentuais de jogador(a) | Percentuais de jogador(a) | Percentuais de jogador(a) |
| Suécia                    | Suécia                    | Escócia                   | Escócia                   |
| ------------------------- | ------------------------- | ------------------------- | ------------------------- |
| Margaretha Sigfridsson    | 84%                       | Claire Hamilton           | 91%                       |
| Maria Wennerström         | 78%                       | Vicki Adams               | 80%                       |
| Christina Bertrup         | 69%                       | Anna Sloan                | 83%                       |
| Maria Prytz               | 89%                       | Eve Muirhead              | 81%                       |
| Total                     | 80%                       | Total                     | 84%                       |

### 3 vs. 4
Sábado, 23 de março, 14:00
| Pista B                | LSFE    | 1 | 2 | 3 | 4 | 5 | 6 | 7 | 8 | 9 | 10 | Final |
| ---------------------- | ------- | - | - | - | - | - | - | - | - | - | -- | ----- |
| Canadá (Homan)         | Martelo | 2 | 0 | 2 | 0 | 0 | 2 | 0 | 1 | 0 | 0  | 7     |
| Estados Unidos (Brown) |         | 0 | 1 | 0 | 1 | 1 | 0 | 1 | 0 | 1 | 1  | 6     |

| Percentuais de jogador(a) | Percentuais de jogador(a) | Percentuais de jogador(a) | Percentuais de jogador(a) |
| Canadá                    | Canadá                    | Estados Unidos            | Estados Unidos            |
| ------------------------- | ------------------------- | ------------------------- | ------------------------- |
| Lisa Weagle               | 73%                       | Ann Swisshelm             | 86%                       |
| Alison Kreviazuk          | 100%                      | Jessica Schultz           | 77%                       |
| Emma Miskew               | 89%                       | Debbie McCormick          | 72%                       |
| Rachel Homan              | 87%                       | Erika Brown               | 86%                       |
| Total                     | 87%                       | Total                     | 80%                       |

### Semifinal
Sábado, 23 de março, 19:00
| Pista B            | LSFE    | 1 | 2 | 3 | 4 | 5 | 6 | 7 | 8 | 9 | 10 | Final |
| ------------------ | ------- | - | - | - | - | - | - | - | - | - | -- | ----- |
| Escócia (Muirhead) | Martelo | 2 | 0 | 2 | 0 | 1 | 0 | 1 | 0 | 1 | 1  | 8     |
| Canadá (Homan)     |         | 0 | 2 | 0 | 2 | 0 | 1 | 0 | 2 | 0 | 0  | 7     |

| Percentuais de jogador(a) | Percentuais de jogador(a) | Percentuais de jogador(a) | Percentuais de jogador(a) |
| Escócia                   | Escócia                   | Canadá                    | Canadá                    |
| ------------------------- | ------------------------- | ------------------------- | ------------------------- |
| Claire Hamilton           | 94%                       | Lisa Weagle               | 77%                       |
| Vicki Adams               | 71%                       | Alison Kreviazuk          | 85%                       |
| Anna Sloan                | 87%                       | Emma Miskew               | 89%                       |
| Eve Muirhead              | 88%                       | Rachel Homan              | 86%                       |
| Total                     | 85%                       | Total                     | 84%                       |

### Decisão do terceiro lugar
Domingo, 24 de março, 9:00
| Pista B                | LSFE    | 1 | 2 | 3 | 4 | 5 | 6 | 7 | 8 | 9 | 10 | Final |
| ---------------------- | ------- | - | - | - | - | - | - | - | - | - | -- | ----- |
| Canadá (Homan)         | Martelo | 1 | 0 | 3 | 0 | 1 | 0 | 2 | 0 | 1 | 0  | 8     |
| Estados Unidos (Brown) |         | 0 | 2 | 0 | 1 | 0 | 1 | 0 | 1 | 0 | 1  | 6     |

| Percentuais de jogador(a) | Percentuais de jogador(a) | Percentuais de jogador(a) | Percentuais de jogador(a) |
| Canadá                    | Canadá                    | Estados Unidos            | Estados Unidos            |
| ------------------------- | ------------------------- | ------------------------- | ------------------------- |
| Lisa Weagle               | 82%                       | Ann Swisshelm             | 87%                       |
| Alison Kreviazuk          | 91%                       | Jessica Schultz           | 89%                       |
| Emma Miskew               | 83%                       | Debbie McCormick          | 89%                       |
| Rachel Homan              | 94%                       | Erika Brown               | 87%                       |
| Total                     | 88%                       | Total                     | 88%                       |

### Final
Domingo, 24 de março, 14:00
| Pista B              | LSFE    | 1 | 2 | 3 | 4 | 5 | 6 | 7 | 8 | 9 | 10 | Final |
| -------------------- | ------- | - | - | - | - | - | - | - | - | - | -- | ----- |
| Suécia (Sigfridsson) | Martelo | 0 | 2 | 0 | 0 | 1 | 0 | 1 | 0 | 1 | 0  | 5     |
| Escócia (Muirhead)   |         | 0 | 0 | 1 | 2 | 0 | 1 | 0 | 1 | 0 | 1  | 6     |

| Percentuais de jogador(a) | Percentuais de jogador(a) | Percentuais de jogador(a) | Percentuais de jogador(a) |
| Suécia                    | Suécia                    | Escócia                   | Escócia                   |
| ------------------------- | ------------------------- | ------------------------- | ------------------------- |
| Margaretha Sigfridsson    | 82%                       | Claire Hamilton           | 83%                       |
| Maria Wennerström         | 66%                       | Vicki Adams               | 74%                       |
| Christina Bertrup         | 80%                       | Anna Sloan                | 86%                       |
| Maria Prytz               | 82%                       | Eve Muirhead              | 85%                       |
| Total                     | 78%                       | Total                     | 82%                       |

| Campeonato Mundial Feminino de Curling de 2013 |
| Escócia                                        |
| ---------------------------------------------- |
| Escócia Campeã (2º título)                     |

## Estatísticas

### Top 5
Após fase classificatória; mínimo 5 partidas
| Primeiras         | %  |
| ----------------- | -- |
| Maria Poulsen     | 86 |
| Ekaterina Galkina | 86 |
| Zhou Yan          | 86 |
| Corinna Scholz    | 83 |
| Claire Hamilton   | 83 |

| Segundas          | %  |
| ----------------- | -- |
| Alison Kreviazuk  | 87 |
| Maria Wennerström | 86 |
| Vicki Adams       | 86 |
| Margarita Fomina  | 85 |
| Jessica Schultz   | 81 |

| Terceiras           | %  |
| ------------------- | -- |
| Christina Bertrup   | 86 |
| Anna Sloan          | 84 |
| Emma Miskew         | 82 |
| Liudmila Privivkova | 82 |
| Debbie McCormick    | 80 |

| Capitãs       | %  |
| ------------- | -- |
| Eve Muirhead  | 87 |
| Maria Prytz   | 86 |
| Rachel Homan  | 82 |
| Erika Brown   | 80 |
| Anna Sidorova | 80 |